# 時代別国語大辞典
『時代別国語大辞典』（じだいべつこくごだいじてん）は、三省堂刊行による大型古語辞典。昭和16年（1941年）に計画が立ち上げられ、昭和42年（1967年）から平成13年（2001年）にかけて上代編1巻と室町時代編5巻の都合6巻が刊行された。その他の時代については作業が中止され、刊行予定はない。
各時代に使われる語彙を収集し、語釈を述べて用例を載せた後、適宜【考】として語源や用法に考察を加える。固有名詞は採らない。全時代の網羅には至らなかったものの、当該時代の日本語を研究する上では必須の資料である。

## 沿革
明治維新以降、日本では欧米諸国の国家語辞典に匹敵する近代的国語辞典の編纂が悲願とされ、『言海』以降様々な辞書が発行された。昭和16年（1941年）には上田万年・松井簡治による『大日本国語辞典』修訂版が完結したが、依然としてイギリスのオックスフォード英語辞典等各国の辞書と比較すると規模が劣り、日本語を歴史的に網羅するには至らなかった。
昭和16年（1941年）、三省堂の計画の下、新村出・藤井乙男・橋本進吉を監修者に迎え、各時代を網羅した大型国語辞典の編纂が計画された。オックスフォード英語辞典では語毎に語釈を時代順に記述するが、英語よりも古く文献史料を遡る日本語にあっては全体の完成が遼遠となるから、奈良時代編・平安時代編・鎌倉時代編・室町時代編・江戸時代編の5編に分け、吉沢義則の下、各時代毎にその専門家を編集主任に置き、個別に作業に当たることとなった。
各編修委員会により用例の収集が続けられる中、昭和20年（1945年）春、太平洋戦争の戦局悪化に伴い中断した。昭和30年（1955年）事業の再開が決定、翌年上代編、平安時代編、室町時代編の編纂が着手された。
上代編は京都大学名誉教授澤瀉久孝を中心に、同大学出身学者等によって編纂が進められ、昭和42年（1967年）に上代編として完成した。
一方、小学館では昭和35年（1960年）より『大日本国語辞典』を引き継いだ大型辞典の編纂が進められ、1970年代にかけて『日本国語大辞典』として刊行され、当初の大型国語辞典編纂の悲願は一応果たされた。
1970年代以降は室町時代編のみ、広島市古江にある土井忠生宅内の編修室において、京都大学や広島大学関係者を中心に作業が続けられ、平成13年（2001年）の完結を以って編修事業は終了した。

## 編修委員
上代編（肩書は刊行時）
- 代表：澤瀉久孝 - 京都大学名誉教授
- 浅見徹 - 京都大学卒、岐阜大学助教授
- 池上禎造 - 京都帝国大学卒、大阪大学教授
- 井手至 - 京都大学卒、大阪市立大学名誉教授
- 伊藤博 - 京都大学卒、筑波大学教授？
- 川端善明 - 京都大学卒、大阪女子大学助教授？
- 木下正俊 - 京都大学卒、関西大学教授？
- 小島憲之 - 京都帝国大学卒、大阪市立大学教授
- 阪倉篤義 - 京都帝国大学卒、京都大学教授
- 佐竹昭広 - 京都大学卒、京都大学文学部助教授
- 西宮一民 - 京都大学卒、皇學館大学教授
- 橋本四郎 - 大阪女子大学助教授

室町編（肩書は完結時、退官者は最終時）
- 代表：土井忠生 - 京都帝国大学卒、広島大学名誉教授
- 森田武 - 広島文理科大学卒、広島大学名誉教授、安田女子大学教授
- 大塚光信 - 京都大学卒、京都教育大学名誉教授
- 神鳥武彦 - 広島文理科大学卒、広島大学名誉教授
- 来田隆 - 広島大学卒、京都教育大学名誉教授、龍谷大学教授
- 木原茂 - 広島大学教授
- 清瀬良一 - 愛知教育大学教授
- 蔵野嗣久 - 広島大学卒、安田女子大学教授
- 鈴木博 - 広島大学卒、滋賀大学教授
- 土井洋一 - 広島大学卒、学習院大学教授
- 増田欣 - 広島大学卒、広島女子大学教授
- 松井利彦（一、二）
- 安田章 - 京都大学卒、京都大学名誉教授
- 柳田征司 - 奈良女子大学教授
- 山内洋一郎 - 広島大学卒、奈良教育大学名誉教授、広島女学院大学教授

土井・森田・清瀬は完結前に死去している。

## 各編
- 上代編 上代語辞典編修委員会編、昭和42年（1967年）12月10日刊　ISBN 4-385-13237-2
- 室町時代編一（あ～お）　室町時代語辞典編修委員会編、昭和60年（1985年）3月20日刊　ISBN 4-385-13287-9
- 室町時代編二（か～こ）　室町時代語辞典編修委員会編、平成元年（1989年）7月10日刊　ISBN 4-385-13297-6
- 室町時代編三（さ～ち）　室町時代語辞典編修委員会編、平成6年（1994年）3月20日刊　ISBN 4-385-13600-9
- 室町時代編四（つ～ふ）　室町時代語辞典編修委員会編、平成12年（2000年）3月10日刊　ISBN 4-385-13603-3
- 室町時代編五（へ～ん）　室町時代語辞典編修委員会編、平成13年（2001年）1月1日刊　ISBN 4-385-13606-8